# Graf Zeppelin (letadlová loď)
Graf Zeppelin byla letadlová loď stavěná pro německou Kriegsmarine a pojmenovaná, stejně jako slavná vzducholoď Graf Zeppelin, na počest hraběte Ferdinanda von Zeppelina. První německá letadlová loď byla objednána 16. listopadu 1935. Kýl byl založen 28. prosince 1936 v loděnici Deutsche Werke v Kielu. Spuštění na vodu proběhlo 8. prosince 1938, ale loď nebyla nikdy dokončena a bojově nasazena.

## Vývoj a konstrukce
V roce 1935 Adolf Hitler rozhodl, že Kriegsmarine bude posílena letadlovými loděmi. Následujícího roku byl založen kýl Graf Zeppelinu a další rok velkoadmirál Erich Raeder představil ambiciózní plán rozvoje flotily nazvaný Plán Z. Ten předpokládal stavbu čtyř letadlových lodí do roku 1945. V roce 1939 byl plán revidován a počet letadlových lodí snížen na dvě.
Jelikož Kriegsmarine přidělovala lodím jména až při jejich spuštění na vodu, byl Graf Zeppelin nejprve označen jako Flugzeugträger A. Druhý kus této třídy, označený Flugzeugträger B, nebyl nikdy spuštěn na vodu, ale měl být pojmenován Peter Strasser.[zdroj⁠?!]

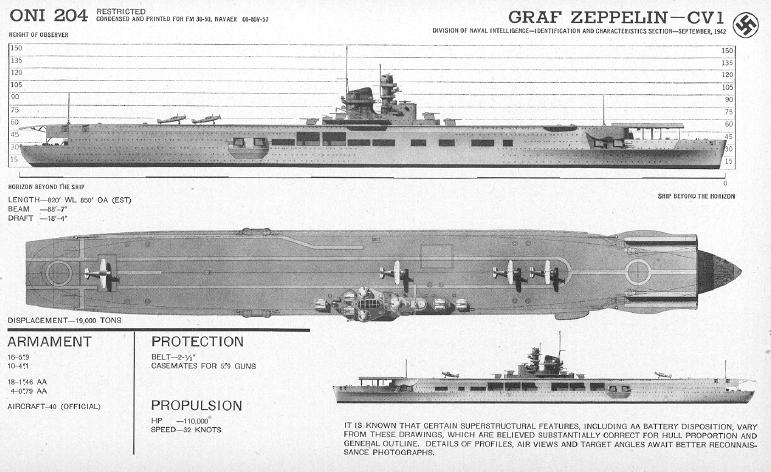
Plánovaná podoba lodi Graf Zeppelin.

Během války zájem Hitlera o letadlové lodě postupně klesal. Jejich stavba také vyvolala spory s velením Luftwaffe, jelikož říšský maršál Hermann Göring se nechtěl dělit o velení leteckých sil. Dokonce i v samotném námořnictvu nebylo přijetí letadlových lodí jednoznačné, protože Erich Raeder čelil opozici admirála Karla Dönitze, který preferoval ponorky.
Německý průmysl neměl žádné zkušenosti se stavbou letadlových lodí, což projekt komplikovalo. Problém byl například s vývojem katapultů.[zdroj⁠?!]

## 1941–1945

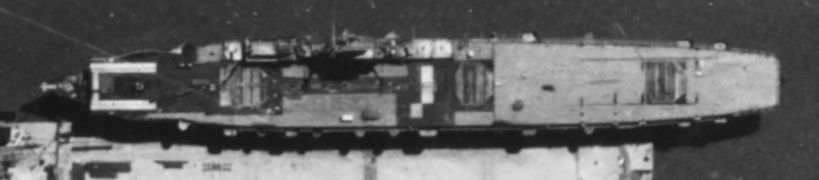
Nedokončená loď v přístavu

V květnu 1941 byl Raeder stále optimistou a informoval Hitlera, že Graf Zeppelin, dokončený v té době z 85 %, bude do roka hotov a další rok zabere výcvik posádky. Raederovy kompetenční spory s Goeringem se v té době prohlubovaly a Goering se stavbu snažil zpozdit. Stavba se od počátku opožďovala. Druhá loď této třídy byla v roce 1940 zrušena ještě před spuštěním a sešrotována.
Jelikož bylo nutné pro tyto lodě vyvinout palubní letouny, byly pro tento účel upravovány letouny Junkers Ju 87B Stuka a Messerschmitt Bf 109E, které už v té době nesloužily v první linii. Navíc bylo rozhodnuto, že letecký personál bude i nadále součástí Luftwaffe. Pro letadlovou loď byly vyvíjeny i další typy techniky, například torpédové bombardéry Arado Ar 195 a Fieseler Fi 167. Později byla plánována úprava i Junkersů Ju 87D, označených Ju 87E, ale nebyl postaven ani jeden kus.
V roce 1943 vyvrcholila Hitlerova nespokojenost s námořnictvem a Raeder na vlastní žádost přenechal velení flotily admirálu Dönitzovi, který dosud velel ponorkovému loďstvu. Práce na lodi, dokončené z 95 % se tímto zcela zastavily. Výzbroj byla odstraněna a použita v opevnění Norska. Trup byl používán jako skladiště. Na konci války byl trup lodi 25. dubna 1945 potopen na mělčině v přístavu Štětín, těsně předtím, než město dobyla Rudá armáda.

## Poválečný osud

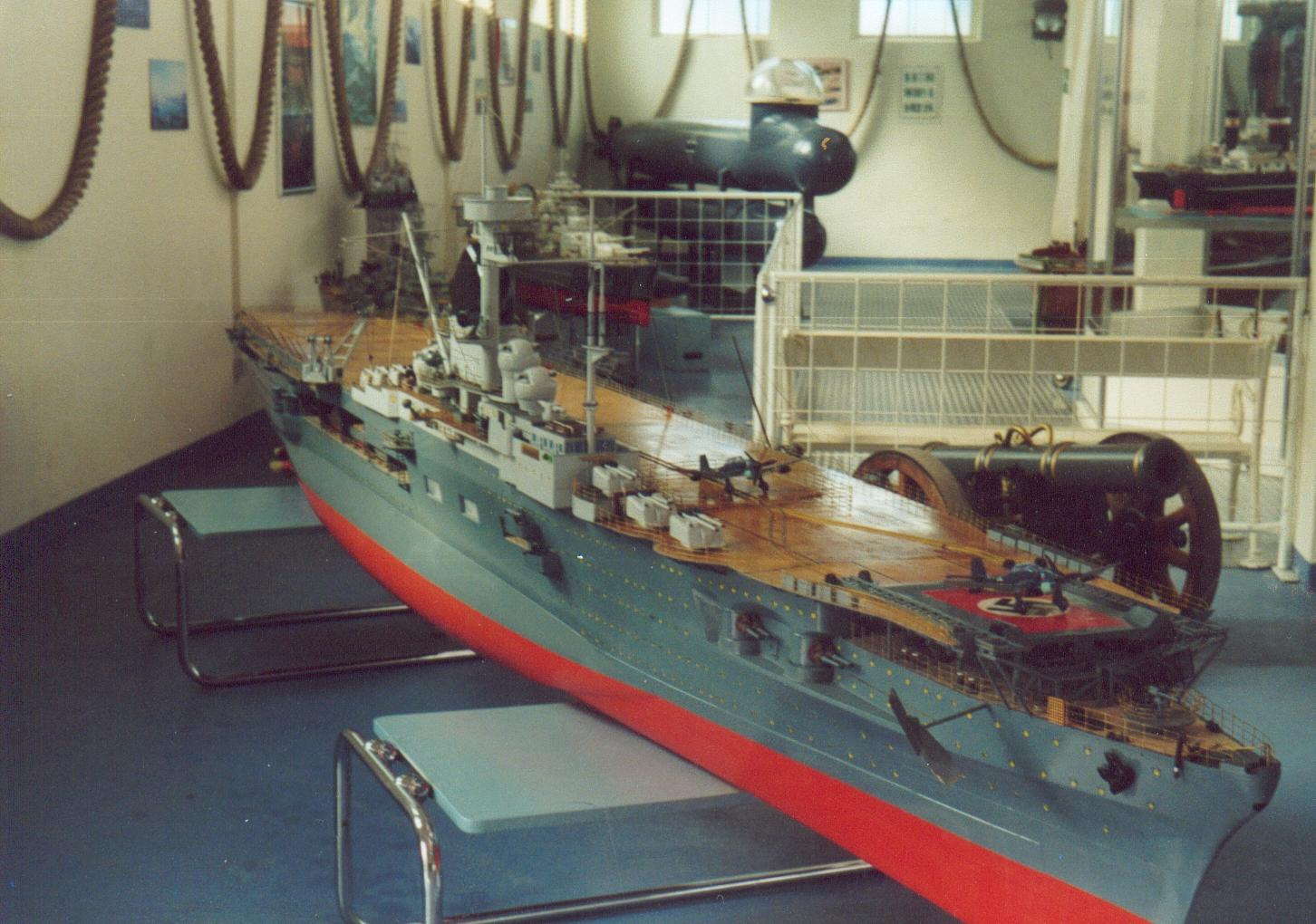
Model předpokládané podoby lodi v Technickém muzeum města Speyer

Osud lodi po skončení války byl po celá desetiletí nejasný. Objevily se tři hlavní verze. První byla taková, že se při plavbě do Leningradu s kořistním materiálem potopila kvůli špatné stabilitě vinou chybně uloženého materiálu. Další varianta hovoří o najetí na minu a v třetí hovoří o potopení lodi v roli cvičného cíle.
Podle spojenecké dohody, měly být poškozené a na mělčinách potopené lodě zničeny, nebo potopeny v hluboké vodě a to do 15. srpna 1947. Sověti se ale rozhodli potopenou loď opravit, a proto byla v dubnu 1946 vyzvednuta. Poslední známá fotografie lodi ze 7. dubna 1947 ukazuje Graff Zeppelin vyplouvající z přístavu Svinoústí. Na palubě nesla řadu kontejnerů a konstrukčních prvků, což vedlo k domněnce, že byla použita pro dopravu továrního vybavení z Německa do SSSR.
O tom, zdali loď doplula až do Leningradu se spekulovalo dlouhá léta, protože připlutí tak velkého plavidla by asi neuniklo tajným službám. Spíše se zdálo, že loď byla během plavby do Leningradu ztracena, například najetím na minu. Až po otevření archivů se podařilo získat nové informace. Stephen Burke v knize Without wings, the story of Hitler's aircraft carrier přinesl informace o skutečném osudu lodi.
Graf Zeppelin byl 16. srpna 1947 přeznačen na PO-101, což znamenalo Plovoucí platforma 101 a použit jako cvičný cíl pro sovětské lodi a letouny. Sověti dokonce na loď umístili letecké pumy, aby simulovali útok na vyzbrojenou loď. Pak na Graf Zeppelin svrhávali pumy, torpéda a stříleli do ní. Tento výsledek by byl v souladu s uzavřenou smlouvou a také poskytl Sovětům cenné zkušenosti s útoky na letadlové lodě. Jelikož se blížila Studená válka a americké letadlové lodě byly důležitým strategickým cílem, byla pro ně taková zkušenost velice cenná. Graf Zeppelin zasáhlo 24 pum, ale nakonec musel být potopen až dvěma torpédy. Přesná poloha vraku nebyla známa po několik desetiletí.

## Objevení vraku
Loď RV St. Barbara, patřící polské naftařské společnosti Petrobaltic nalezla 12. června 2006 poblíž polského přístavu Łeba 265 m dlouhý vrak lodi, který by rozměrům trupu Graf Zeppelinu odpovídal. Polské námořnictvo na místo vyslalo záchrannou loď ORP Arctowski, která 26. června 2006 vrak prozkoumala a potvrdila, že se opravdu jedná o potopený Graf Zeppelin. Vrak leží na mořském dně v hloubce 87 metrů a nachází se 55 km severně od města Władysławowo.